# Saouzelong (métro de Toulouse)
Pour l’article homonyme, voir Sauzelong.
Saouzelong est une station de la ligne B du métro de Toulouse. Elle est située, dans le quartier Sauzelong, dans le sud de la ville de Toulouse.

## Situation sur le réseau
Saouzelong est située sur la ligne B du métro de Toulouse, entre les stations Saint-Agne-SNCF à l'ouest et Rangueil au sud.

## Histoire
Lors de son inauguration le 30 juin 2007, cette station était équipée d'un quai à 7 portes qui ne lui permettait que de recevoir des rames à 2 voitures.
En 2016, la station enregistre 964 006 validations. En 2018, 1 008 466 voyageurs sont entrés dans la station, ce qui en fait la 35ème la plus fréquentée sur 37 en nombre de validations, mais aussi la moins fréquentée de l'ensemble de la ligne B.

## Services aux voyageurs

### Accès et accueil
La station est proche du canal du Midi, dans le quartier Saouzelong, au sud-est de Toulouse, à l'angle de l'avenue Albert-Bedouce et de la rue Bonnat. Son unique entrée se situe au pied d'un ensemble d'immeubles collectifs, et compte un ascenseur, un escalator et un escalier. La station est équipée de guichets automatiques permettant l'achat des titres de transports.

### Desserte
Comme sur le reste du métro toulousain, le premier départ des terminus (Borderouge et Ramonville) est à 5h15, le dernier départ est à 0h du dimanche au mercredi et à 3h du jeudi au samedi.

### Intermodalité
La station est en connexion avec une seule ligne du réseau Tisséo, la ligne 44, qui relie Cours Dillon à Université-Paul-Sabatier, en passant par le centre-ville et Le Busca. Elle est également en connexion avec la ligne 83 du réseau Arc-en-Ciel, qui relie la station de métro Université-Paul-Sabatier à Salles-sur-l'Hers ou Ayguesives, en passant par Montesquieu-Lauragais et Castanet-Tolosan entre autres.

## L'art dans la station
Comme les autres stations de la ligne, la station de Saouzelong a bénéficié d'un programme intégrant, la science de l'ingénieur, l'architecture et l'art contemporain, à l'utile d'un arrêt de transport en commun. La commande de la société du métro de l'agglomération toulousaine (SMAT) demande notamment, d'apporter le maximum de lumière naturelle au cœur des stations. Pour Saouzelong, station souterraine sans constructions au-dessus, les architectes Pierre Ovinet et Benoit Chanson en collaboration avec le plasticien Emmanuel Alexia, ont conçu une architecture intégrant des verrières permettant un travail sur la lumière avec la plasticienne Monique Frydman.

## À proximité
- Centre des Impôts de Rangueil (Rue Jeanne-Marvig)
- Mairie de quartier Sauzelong
- Station VélôToulouse au no 164 de l'avenue Albert-Bedouce.